# Silly Love Songs
«Silly Love Songs» es una canción escrita y cantada por Paul McCartney con su banda Wings en 1976. La canción fue lanzada como un sencillo e incluida en el álbum Wings at the Speed of Sound. La edición del sencillo en los EUA fue el 1 de abril de 1976 y alcanzó el número uno del Billboard Hot 100. El sencillo del Reino Unido fue lanzado el 30 de abril de 1976 y alcanzó el número dos en el UK Singles Chart.

## Historia
Además de un comentario que hizo John Lennon hacia las composiciones de McCartney al llamarlas "tontas canciones de amor", McCartney a menudo había sido objeto de burlas por los críticos de música por escribir canciones de peso ligero, y escribió esta canción como respuesta. "Silly Love Songs" de McCartney fue la primera composición en incursionar en el sonido de la música disco popular, con el bajo como sonido líder. Como tal, fue el precursor de que otros músicos británicos de la década de 1960 intentaran crear un sonido para discoteca; ejemplos que le siguieron incluyen a "Miss You" de The Rolling Stones y "Da Ya Think I'm Sexy?" de Rod Stewart.
La canción aparece en la posición número 31 del ranking de las mejores canciones de todos los tiempos elaborada por Billboard.